# Museu do Índio (Embu das Artes)
O Museu do Índio é um museu brasileiro, localizado na cidade de Embu das Artes, no estado de São Paulo. Instituição privada, vinculada ao Centro de Informação da Cultura Indígena, é responsável por conservar, pesquisar e expor ao público um acervo etnográfico e etnológico composto por mais de quinhentas peças, além de manter uma programação cultural relativa ao universo indígena brasileiro. O museu foi fundado em 2005 pelo artista plástico, escritor e pesquisador Walde-Mar de Andrade e Silva.